# Euclysia ochrivitta
Euclysia ochrivitta là một loài bướm đêm trong họ Geometridae.